# Son of Zorro
Son of Zorro is een Amerikaanse filmreeks uit 1947, gemaakt door Republic Pictures. De filmreeks draait om Jeff Stewart, de nieuwe Zorro.

## Verhaal
Na in de Amerikaanse Burgeroorlog te hebben gevochten, keert Jeffrey Stewart terug naar zijn thuisplaats. Daar blijken corrupte politici de macht te hebben gegrepen, en de bevolking te hebben onderdrukt.
Jeffrey besluit de legende van zijn voorouder, Don Diego, voort te zetten, en als de nieuwe Zorro de stad te verlossen van de onderdrukking.

## Rolverdeling
| Acteur         | Personage                    |
| -------------- | ---------------------------- |
| George Turner  | Jeffrey "Jeff" Stewart/Zorro |
| Peggy Stewart  | Kate Wells                   |
| Roy Barcroft   | Boyd                         |
| Edward Cassidy | Sheriff Moody                |
| Ernie Adams    | Judge Hyde                   |
| Stanley Price  | Pancho                       |
| Edmund Cobb    | Stockton                     |
| Ken Terrell    | George Thomas                |

## Achtergrond

### Hoofdstukken
1. Outlaw Country
2. The Deadly Millstone
3. Fugitive From Injustice
4. Buried Alive
5. Water Trap
6. Volley Of Death
7. The Fatal Records
8. Third Degree
9. Shoot To Kill
10. Den Of The Beast
11. The Devil's Trap
12. Blazing Walls
13. Checkmate

### Stunts & effecten
- Dale Van Sickel als Boyd
- Fred Graham als Boyd
- Ken Terrell als Pancho
- Tom Steele
- Tommy Coats
- John Daheim
- Ted Mapes
- Eddie Parker
- Post Park
- Gil Perkins
- Rocky Shahan
- Duke Taylor
- Bud Wolfe

Special Effects door de Lydecker brothers

## Trivia
- Dit was de eerste filmreeks van Republic Pictures bestaande uit 13 films. Doorgaans bestonden hun reeksen uit 12 of 15 films.